# Musée d'Art moderne de Céret
Le musée d'Art moderne de Céret  est le principal musée d'art des Pyrénées-Orientales. Il a été créé par Pierre Brune et Frank Burty Haviland en 1950 et a acquis ces vingt dernières années une dimension internationale. Il est devenu, depuis le 1er janvier 2005, établissement public de coopération culturelle, géré par la ville de Céret, le conseil général des Pyrénées-Orientales et la région Languedoc-Roussillon.
Il est devenu, en 2008, le 2e musée de France, pour les villes de moins de vingt mille habitants, le 41e au niveau national.

## Céret, « la Mecque du Cubisme»

### Les séjours d'artistes de Montmartre et du « bateau-lavoir» (1910-1916)
C'est en janvier 1910 que le peintre Frank Burty Haviland, le sculpteur catalan Manolo Hugué, et le compositeur Déodat de Séverac décident de s'installer à Céret. Ils convient très vite leurs amis de Montmartre, de 1911 à 1913, en pleine période cubiste. Pablo Picasso, Georges Braque, Auguste Herbin, Max Jacob, Juan Gris, Jean Marchand y séjournent ainsi.

### La seconde vague des séjours d'artistes (1916-1945): les artistes de Montparnasse et de « La Ruche»
Certains reviennent après la Première Guerre mondiale - comme Auguste Herbin, Manolo, ou Juan Gris - rejoints par la suite par de nouveaux artistes de Montparnasse. Une troisième vague d'artistes fuyant le nazisme durant la Seconde Guerre mondiale se réfugie dans la ville, tels Tristan Tzara ou Jean Dubuffet. Pierre Brune, Pinchus Krémègne et Frank Burty Haviland s'installeront définitivement dans la ville.

## Histoire du musée de Céret
Céret est, au début du XXe siècle le berceau du cubisme et plus généralement de l'art moderne. Picasso et Braque y séjournent régulièrement à partir de 1911, Max Jacob à partir de 1913. Au sortir de la Première Guerre mondiale, en 1919, ce sont André Masson, Chaïm Soutine et Maillol qui rejoignent, suivis en 1940 par Raoul Dufy. En 1948, Pierre Brune et Frank Burty Haviland font le projet de créer un musée d'Art moderne retraçant l'aventure artistique de la ville. Ils font appel à tous les artistes ayant séjourné et créé à Céret. Ils parviennent à rassembler une belle collection et à convaincre la municipalité. Le musée est ainsi inauguré le 18 juin 1950 dans les salles d'un ancien couvent de Carmes du XVIIe siècle. Une association, les « Amis du musée de Céret » soutient ses activités. Sa renommée grandissante est telle, que dans les années 1980, la ville de Céret décide de l'agrandir et de le réhabiliter. Le président de la République François Mitterrand inaugure le nouveau bâtiment le 17 décembre 1993.[réf. nécessaire]
Le musée ferme pour des travaux d'agrandissement en octobre 2019. Sa réouverture a lieu le 5 mars 2022,.

## Événements

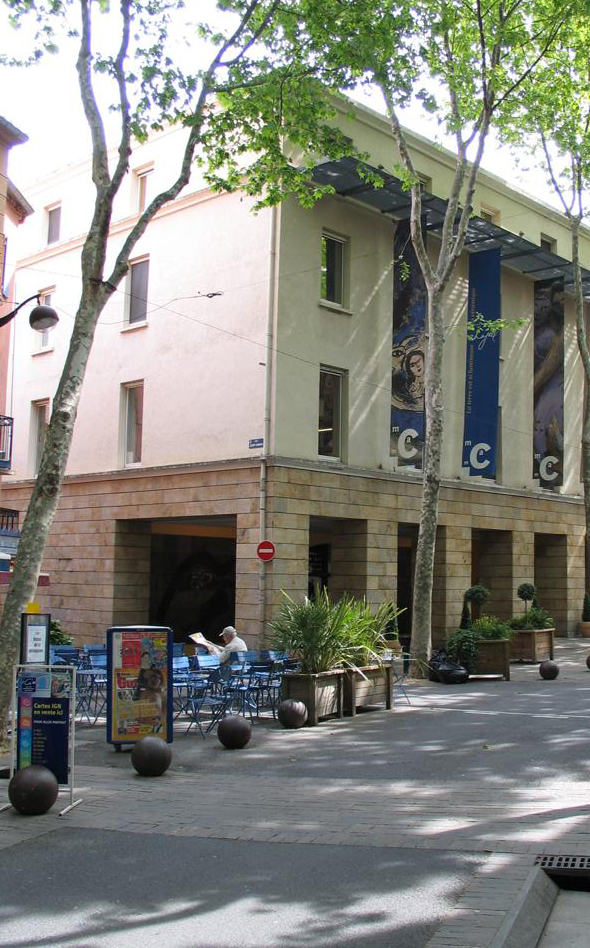
L'entrée du musée, dans le centre-ville de Céret

- Durant l’été 1953, Pablo Picasso rend visite à Pierre Brune ; à cette occasion, il offre au musée la série des coupelles sur la tauromachie. Le parti communiste organise une fête à son honneur à l’issue de laquelle l’artiste dessine la Sardane de la Paix au Grand Café. Auparavant, lors d’un repas à Fontfreda, sur les hauteurs de la ville, Picasso revoit sa terre natale où il a juré de ne plus remettre les pieds jusqu’à ce que soit balayé le régime franquiste. Là, il élabore le projet d’un Temple de la Paix, qui, malheureusement, n’aboutira pas[5].
- En 1965, Salvador Dalí arrive en calèche et en fanfare, derrière lui le conseil municipal, les pompiers, une banda et une cobla. Sur le parcours, la foule est immense. Après un discours, place Picasso, sous un rhinocéros de carton où il annonce son mariage avec Gala, tout le monde se dirige vers le souterrain du syndicat d’initiative où se déroule la cérémonie de résurrection, dans un décor de coccinelles et de papillons géants qui entourent un squelette de deux mètres de haut dont le bras articulé offre une rose au maître et le thorax s’ouvre pour laisser passer une petite fille s'appelant Laure Petrasch, nommée par Dali lui-même sa résurrection munie d’un bouquet de fleurs. En fin de journée, le maître et sa suite regagnent Perpignan en wagon à marchandises[5].
- En juillet 1966 est présentée l’exposition "Impact I", organisée par Claude Viallat ; elle réunit des créateurs venus de Catalogne, du pays niçois et de Paris. Elle réunit de très jeunes artistes, qui quelques années plus tard vont constituer l’image de marque de l’art en France.
- L'artiste du groupe Fluxus, Ben et ses amis font un happening, sur la place Picasso, en 1966.
- Supports/Surfaces fait une installation sur la place Picasso en 1970, un an après la  première exposition du groupe qui se tient en 1969 au musée d'Art moderne de la ville de Paris
- Exposition de Joan Miró à Céret à sa demande en 1977[5].
- 2013 : Exposition Terra ignis de  Miquel Barceló[6]. Fréquentation : 25 000 visiteurs en juillet-août[7].

## Collection

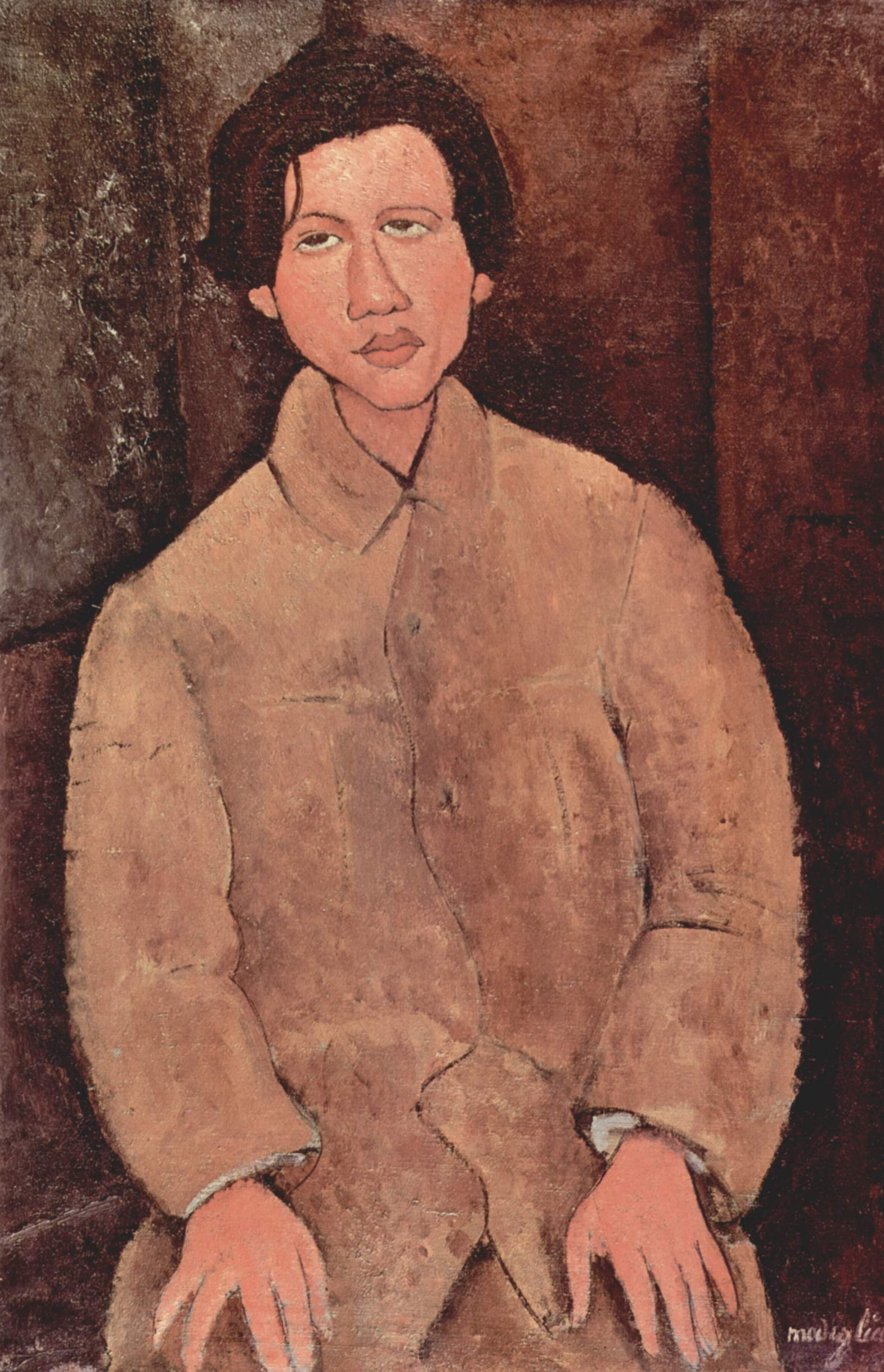
Portrait de Chaïm Soutine par Amedeo Modigliani, 1916

- Pablo Picasso—  Portrait de Corina Pere Romeu (1902), la Nature morte au crâne et au pichet (1943), Coupelles tauromachiques (1953)
- Salvador Dalí
- Chaïm Soutine —  Vue sur Céret, la vieille ville (1919), Les platanes à Céret, place de la Liberté (1919)
- Juan Gris —  Verre et Journal (1916), La Danseuse (1924), Arlequin (1922), Torero (1913)
- Marc Chagall —  Les gens du voyage (1968), La Guerre (1943), La Crucifixion (1925), La Vache à l'ombrelle (1942)
- Auguste Herbin — Les Trois Arbres (1913)
- Henri Matisse —  Barques à Collioure (1905), Raccommodeuses de filets (1905)
- André Marchand
- Maurice Georges Poncelet
- Henri Vergé-Sarrat
- André Masson
- Pinchus Krémègne
- Joan Miró — Femme oiseau (1972), Personnage Oiseau (1979)
- Manolo
- Antoni Tàpies —  Fenêtre ocre sur noir (1981), Le bocal (1981), Transformacio no 6327 (1990), Diptyque mural (1990)
- Claude Viallat
- Pierre Faniest
- Georges Autard
- Jean Kiras
- Toni Grand
- Joan Brossa — L'invité (1986-1990)
- Vincent Bioulès
- Michel Bertrand
- Tom Carr —  Le groupe de sculptures permanentes “I by Numbers” (2007)
- Aristide Maillol
- Albert Marquet
- Georges Braque
- Max Jacob
- Jean Dufy
- Henri de Maistre
- Simona Ertan
- Alexis Hinsberger, Veaux, huile sur toile (1952)
- Roger Crusat, La descente de gouttière, huile sur toile
- Léopold Survage, Marchande de poissons (1927)
- Jean Labasque, La flûte, les bateleurs (1949)

### Conservateurs en chef du musée
- Pierre Brune (1950-1956)
- Frank Burty Haviland (1956-1961)
- Augustin Bérard (1961-1964)
- Marc Jeanson (1964-1966)
- Claude Massé (1966-1969)
- Georges Badin (1969-1986)
- Joséphine Matamoros (1986-2012)
- Nathalie Galissot (2012-2022)

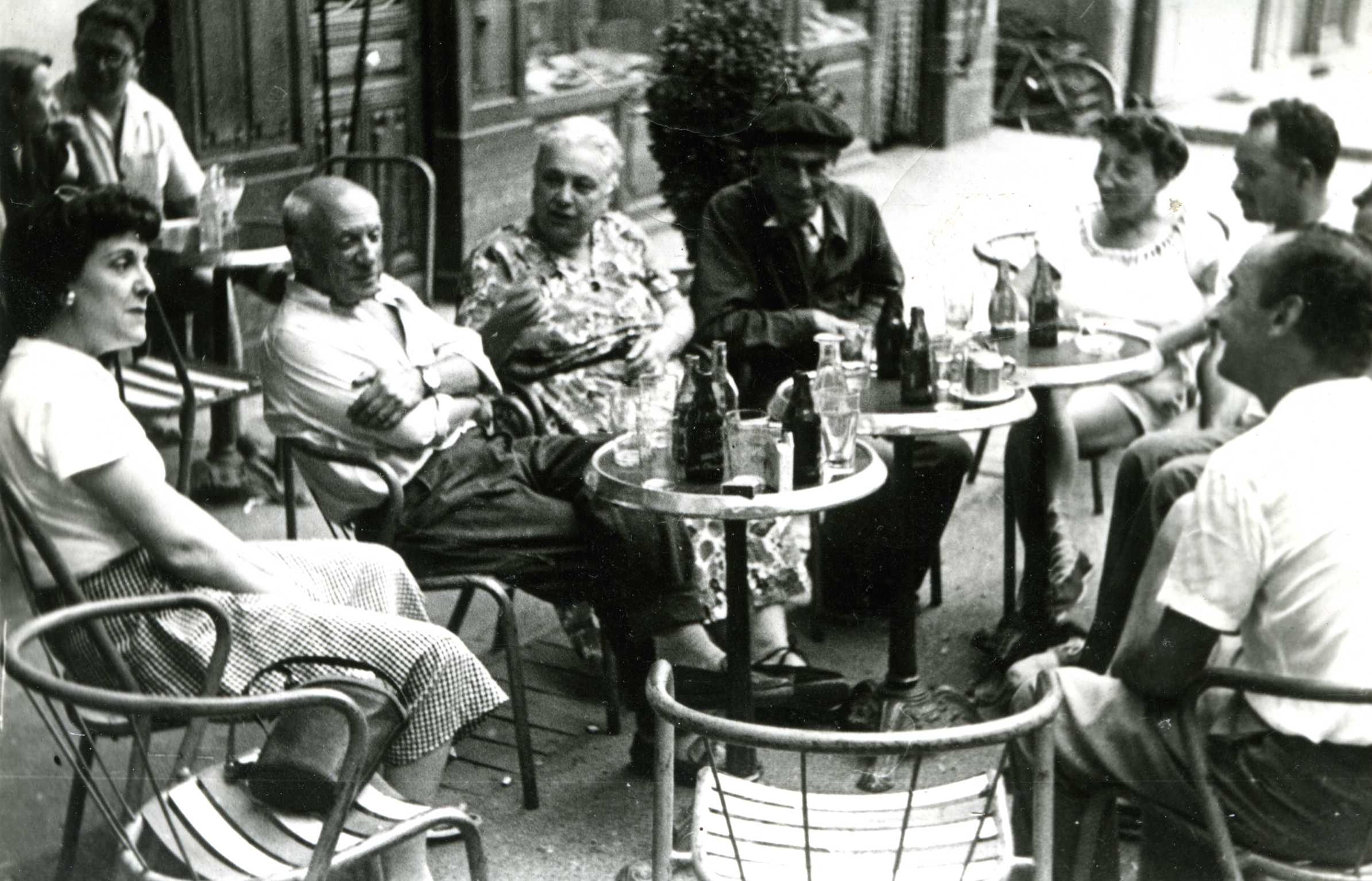
Les peintres Picasso à gauche, Pierre Brune au centre, Consuelo Araoz et Eudaldo au second plan à droite, dans les années 1950 à Céret.

- Jean-Roch Dumont Saint Priest [8](2023-)